# Protocharon stocki
Protocharon stocki là một loài chân đều trong họ Janiridae. Loài này được Wagner miêu tả khoa học năm 1990.